# Jančište
Jančište (makedonsky: Јанчиште) je vesnice v Severní Makedonii. Nachází se v opštině Jegunovce v Položském regionu.

## Geografie
Jančište se nachází ve východní části oblasti Položská kotlina, na levé straně řeky Vardar. Obec je rovinatá a leží v nadmořské výšce 390 metrů. Od města Tetovo je vzdálená 18 km.
Vesnici protíná krajská silnice 2242 spojující města Želino a Jegunovce.
Sousední vesnice jsou na jihovýchodě Kopance, na jihozápadě Preljubište a na severovýchodě Podbrege. Ve vesnici byl vždy snadný přístup k pitné vodě, jelikož je podzemní voda velmi mělko. Hlavními prameny jsou Lopuf, Strokujca, Češma, Bela Voda, Ibrojca a Kandejca.
Katastr vesnice je 5,1 km2, nejvíce převažuje orná půda o rozloze 395 ha, dále pak lesy o rozloze 83 ha a pastviny o rozloze 16 ha. Nachází se zde plantáže na produkci malin a chladírna.

## Historie
Název vesnice Jančište je poprvé zaznamenám ve 14. století. Název se skládá z jména Janče a přípony -ište, což znamená "místo, kde je Janče". Další možností je, že je název odvozen od jména Janko.
Poprvé je vesnice písemně zmíněna v roce 1349 v listině srbského cara Štěpána Dušana, kdy kostel sv. Mikuláše připojil ke klášteru sv. Panteleimona.
Další zmínka pochází z let 1467 a 1468 z osmanského sčítání lidu, kdy zde bylo evidováno 39 křesťanských rodin a 2 vdovy.
Traduje se, že vesnice byla během osmanské nadvlády vysídlena a později ji znovu obnovili starší vesnické rody.
Po obnovení vesnice se ve vesnici rozvinulo hlavně zemědělství. Majiteli čtyř usedlostí se stali Redžep Paša, Mehmet Paša, Esat Paša a Veli Aga. Esat pocházel ze Želina a místní pozemky začal skupovat na konci 19. století. V roce 1912 byla vesnice osvobozena od turecké nadvlády.
Podle záznamů Vasila Kančova z roku 1900 zdě žilo 145 obyvatel makedonské národnosti a křesťanského vyznání.

## Geografie
Podle sčítání lidu z roku 2021 žije ve vesnici 481 obyvatel, etnické skupiny jsou:
- Makedonci – 451
- Srbové – 18
- ostatní – 12

| Rok          | 1900 | 1905 | 1948 | 1953 | 1961 | 1971 | 1981 | 1991 | 1994 | 2002 | 2021 |
| ------------ | ---- | ---- | ---- | ---- | ---- | ---- | ---- | ---- | ---- | ---- | ---- |
| Obyvatelstvo | 145  | 208  | 486  | 552  | 641  | 668  | 747  | 725  | 610  | 587  | 481  |

## Kulturní a přírodní památky

##### Archeologická naleziště

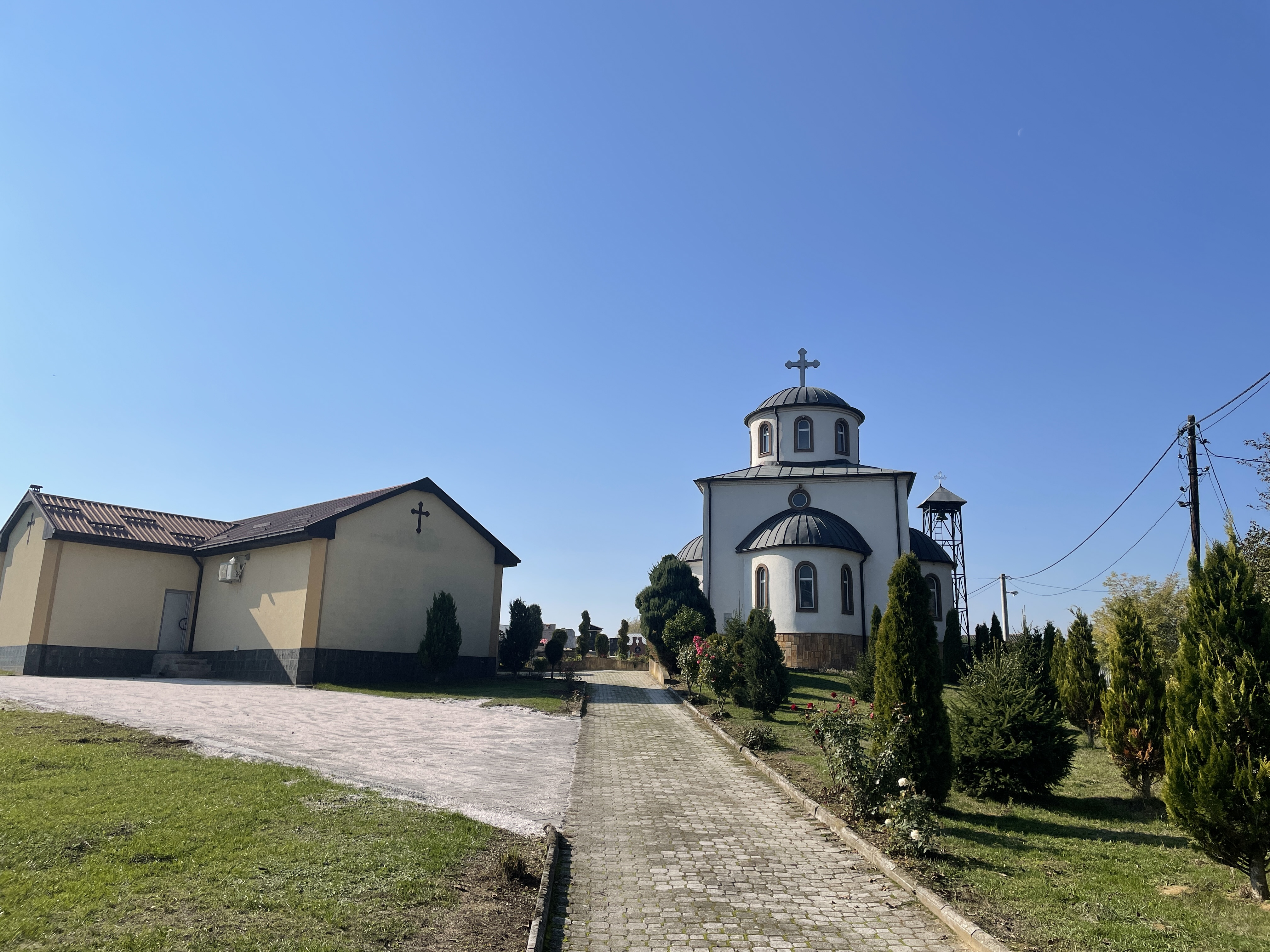
Kostel sv. Teodora Tirona ve vesnici

- Kostel sv. Teodora Tirona ve vesniciKeramidnica a Tumba – pozůstatky osad z římských dob

##### Kostely
- Kostel sv. Teodora Tirona – hlavní vesnický kostel